# Густаво Гомес
Густаво Гомес (ісп. Gustavo Gómez, нар. 6 травня 1993, Сан-Ігнасіо) — парагвайський футболіст, захисник бразильського клубу «Палмейрас» і національної збірної Парагваю.

## Клубна кар'єра
Народився 6 травня 1993 року в місті Сан-Ігнасіо. Вихованець футбольної школи клубу «Лібертад». Дорослу футбольну кар'єру розпочав 2011 року в основній команді того ж клубу, в якій провів три сезони, взявши участь у 47 матчах чемпіонату.
Своєю грою за цю команду привернув увагу представників тренерського штабу клубу «Ланус», до складу якого приєднався 2014 року. Відіграв за команду з Лануса наступні два сезони своєї ігрової кар'єри. Більшість часу, проведеного у складі «Лануса», був основним гравцем захисту команди.
У серпні 2016 року за орієнтовні 8,5 мільйона євро перейшов до італійського «Мілана», з яким уклав п'ятирічний контракт. Утім проявити себе в Європі Гомесу не вдалося і через рік він, провівши у складі «россонері» 20 матчів в усіх турнірах, повернувся до Південної Америки, приєднавшись на умовах оренди до бразильського «Палмейрас». Ще за рік, влітку 2019, бразильці викупили його контракт за 6 мільйонів євро.

## Виступи за збірні
2010 року дебютував у складі юнацької збірної Парагваю, взяв участь у 13 іграх на юнацькому рівні, відзначившись одним забитим голом.
Протягом 2011—2013 років залучався до складу молодіжної збірної Парагваю. На молодіжному рівні зіграв у 15 офіційних матчах, забив 1 гол.
2013 року дебютував в офіційних матчах у складі національної збірної Парагваю. Наразі провів у формі головної команди країни 33 матчі, забивши 3 голи.
У складі збірної був учасником Кубка Америки 2016 року у США, взявши участь у всіх трьох матчах групового етапу. За три роки, на Кубку Америки 2019, вже був капітаном парагвайської збірної, яка завершила боротьбу на стадії чвертьфіналів, у серії пенальті поступившись господарям і майбутнім переможцям турніру, збірній Бразилії.
| Дата       | Місто                 | Господарі      | Результат          | Гості     | Турнір                          | Голи | Примітки         |
| ---------- | --------------------- | -------------- | ------------------ | --------- | ------------------------------- | ---- | ---------------- |
| 07-09-2013 | Асунсьйон             | Парагвай       | 4 – 0              | Болівія   | Відбір до ЧС 2014               | 1    |                  |
| 11-10-2013 | Сан-Кристобаль        | Венесуела      | 1 – 1              | Парагвай  | Відбір до ЧС 2014               | -    |                  |
| 16-10-2013 | Асунсьйон             | Парагвай       | 1 – 2              | Колумбія  | Відбір до ЧС 2014               | -    | 68'              |
| 06-03-2014 | Сан-Хосе (Коста-Рика) | Коста-Рика     | 2 – 1              | Парагвай  | товариський матч                | 1    | 82'              |
| 29-05-2014 | Куфштайн              | Камерун        | 1 – 2              | Парагвай  | товариський матч                | -    |                  |
| 07-09-2014 | Філлах                | Парагвай       | 0 – 0              | ОАЕ       | товариський матч                | -    |                  |
| 10-10-2014 | Чхонан                | Південна Корея | 2 – 0              | Парагвай  | товариський матч                | -    |                  |
| 14-10-2014 | Чанша                 | КНР            | 2 – 1              | Парагвай  | товариський матч                | -    | 46', 63'         |
| 15-11-2014 | Луке                  | Парагвай       | 2 – 1              | Перу      | товариський матч                | -    |                  |
| 19-11-2014 | Ліма                  | Перу           | 2 – 1              | Парагвай  | товариський матч                | -    | 46'              |
| 05-09-2015 | Сантьяго              | Чилі           | 3 – 2              | Парагвай  | товариський матч                | -    |                  |
| 24-03-2016 | Кіто                  | Еквадор        | 2 – 2              | Парагвай  | Відбір до ЧС 2018               | -    |                  |
| 29-03-2016 | Асунсьйон             | Парагвай       | 2 – 2              | Бразилія  | Відбір до ЧС 2018               | -    | 42'              |
| 04-06-2016 | Орландо               | Коста-Рика     | 0 – 0              | Парагвай  | Копа Америка 2016 - 1-й етап    | -    |                  |
| 08-06-2016 | Пасадена              | Колумбія       | 2 – 1              | Парагвай  | Копа Америка 2016 - 1-й етап    | -    |                  |
| 12-06-2016 | Філадельфія           | США            | 1 – 0              | Парагвай  | Копа Америка 2016 - 1-й етап    | -    |                  |
| 1-9-2016   | Асунсьйон             | Парагвай       | 2 – 1              | Чилі      | Відбір до ЧС 2018               | -    | 53'              |
| 6-10-2016  | Асунсьйон             | Парагвай       | 0 – 1              | Колумбія  | Відбір до ЧС 2018               | -    |                  |
| 11-10-2016 | Кордова               | Аргентина      | 0 – 1              | Парагвай  | Відбір до ЧС 2018               | -    |                  |
| 11-11-2016 | Асунсьйон             | Парагвай       | 1 – 4              | Перу      | Відбір до ЧС 2018               | -    |                  |
| 14-11-2016 | Ла-Пас                | Болівія        | 1 – 0              | Парагвай  | Відбір до ЧС 2018               | -    |                  |
| 2-6-2017   | Ренн                  | Франція        | 5 – 0              | Парагвай  | товариський матч                | -    |                  |
| 8-6-2017   | Трухільйо             | Перу           | 1 – 0              | Парагвай  | товариський матч                | -    |                  |
| 31-8-2017  | Сантьяго              | Чилі           | 0 – 3              | Парагвай  | Відбір до ЧС 2018               | -    |                  |
| 5-9-2017   | Асунсьйон             | Парагвай       | 1 – 2              | Уругвай   | Відбір до ЧС 2018               | -    | 9'               |
| 5-10-2017  | Барранкілья           | Колумбія       | 1 – 2              | Парагвай  | Відбір до ЧС 2018               | -    |                  |
| 10-10-2017 | Асунсьйон             | Парагвай       | 0 – 1              | Венесуела | Відбір до ЧС 2018               | -    | 89'              |
| 27-3-2018  | Кері                  | США            | 1 – 0              | Парагвай  | товариський матч                | -    |                  |
| 12-6-2018  | Інсбрук               | Японія         | 4 – 2              | Парагвай  | товариський матч                | -    | 56'              |
| 23-3-2019  | Гаррісон              | Перу           | 1 – 0              | Парагвай  | товариський матч                | -    | кап.             |
| 27-3-2019  | Санта-Клара           | Мексика        | 4 – 2              | Парагвай  | товариський матч                | -    | кап. 9' (аг) 46' |
| 9-6-2019   | Асунсьйон             | Парагвай       | 2 – 0              | Гватемала | товариський матч                | -    | кап.             |
| 19-6-2019  | Белу-Оризонті         | Аргентина      | 1 – 1              | Парагвай  | Копа Америка 2019 - 1-й етап    | -    | кап. 32'         |
| 23-6-2019  | Салвадор              | Колумбія       | 1 – 0              | Парагвай  | Копа Америка 2019 - 1-й етап    | -    | кап.             |
| 27-6-2019  | Порту-Алегрі          | Бразилія       | 0 – 0 (4 – 3 п.п.) | Парагвай  | Копа Америка 2019 - чвертьфінал | -    | кап.             |
| Усього     |                       | Матчів         | 35                 |           | Голів                           | 2    |                  |

## Титули і досягнення
- Чемпіон Аргентини (1):

«Ланус»: 2016
- Володар Суперкубка Італії з футболу (1):

«Мілан»: 2016
- Чемпіон штату Сан-Паулу (2):

«Палмейрас»: 2020, 2022
- Чемпіон Бразилії (1):

«Палмейрас»: 2018
- Володар Кубка Бразилії (1):

«Палмейрас»: 2020
- Володар Кубка Лібертадорес (2):

«Палмейрас»: 2020, 2021
- Володар Рекопи Південної Америки (1):

«Палмейрас»: 2022
- Володар Суперкубка Бразилії (1):

«Палмейрас»: 2023